# Doze Flores Amarelas
Doze Flores Amarelas é o décimo quinto álbum de estúdio da banda brasileira de rock Titãs, lançado em partes de 27 de abril a 11 de maio de 2018. É o primeiro lançamento do grupo pela gravadora Universal Music, além de ser o primeiro com o guitarrista de apoio Beto Lee, substituto do vocalista, guitarrista e membro fundador Paulo Miklos, que deixou o então quarteto em julho de 2016.
O álbum é uma ópera rock com uma história assinada pela banda em parceria com Hugo Possolo e Marcelo Rubens Paiva. A trama acompanha três estudantes universitárias estupradas por cinco colegas e as consequências que o crime trouxe a todos. O lançamento do álbum, realizado em três dias diferentes (um ato por vez), foi antecipado por um espetáculo homônimo de teatro, cinema e música que rendeu um DVD.

## Antecedentes e divulgação
Em 11 de julho de 2016, o vocalista e guitarrista Paulo Miklos anunciou seu desligamento da banda e o guitarrista de apoio Beto Lee, filho da cantora Rita Lee, foi chamado para substituí-lo para o restante da turnê do álbum Nheengatu. Com a entrada de Beto, a banda passou a integrar em seu repertório ao vivo canções que não tocavam há tempos, como "Será Que É Isso Que Eu Necessito?" e "Nem Sempre se Pode Ser Deus". Passaram também a ter algumas músicas cantadas pelo guitarrista Tony Belloto.
Também em 2016, o grupo revelou estar preparando um disco então previsto para 2017. Segundo Tony, o álbum seria uma ópera rock, e a banda pretendia entrar em estúdio até meados de 2017 para que o disco saísse no segundo semestre daquele ano. À época, os álbuns Quadrophenia, do The Who, e American Idiot, do Green Day, foram citados como referências e mais de 30 canções estavam previstas. Tommy, também do The Who, The Wall, do Pink Floyd, e a banda canadense The Kings também foram mencionados como influências. A história do disco foi escrita com a ajuda de Hugo Possolo e de Marcelo Rubens Paiva. Em abril de 2017, boa parte das faixas já estava pronta, segundo o vocalista e baixista Branco Mello.
Três faixas do disco foram divulgadas pela primeira vez numa turnê intitulada "Uma Noite no Teatro": "Me Estuprem", sobre assédio sexual e estupro; "Doze Flores Amarelas"; e "A Festa". Na época, foi informado que nenhuma delas constaria em Doze Flores Amarelas, mas em 23 de setembro de 2017 a banda tocou as três novamente durante sua apresentação no festival Rock in Rio e, dessa vez, disse que todas fariam parte do projeto.
Em dezembro de 2017, anunciaram que haviam começado a gravar o álbum e que ele seria lançado pela Universal Music. Em 31 de janeiro de 2018, revelaram o título do álbum e que ele seria lançado no começo do ano. Em abril, a lista de faixas final do disco contava com 25 canções.
O álbum foi parcialmente patrocinado pela Universidade Estácio de Sá, por meio da Lei Rouanet, e o projeto todo levou dois anos e meio para chegar à versão final.
Em entrevistas, os integrantes afirmaram que a ideia de criar uma ópera rock nasceu de um desejo de fazer algo diferente do que vinham fazendo até então.

### Lançamento
O álbum foi lançado ao longo de três semanas, um ato por vez. O primeiro lançamento estava previsto para o dia 14 de abril, mas acabou acontecendo somente no dia 27 do mesmo mês.

### Controvérsia
A banda divulgou o álbum como a primeira ópera rock de uma banda brasileira, mas tal informação foi contestada. O produtor musical Pedro Eleftheriou afirmou que, no final dos anos 1980, o grupo III Milênio (hoje extinto e na época conhecido como Ano Luz) lançou uma ópera rock chamada Aliança dos Tempos. Em resposta ao questionamento, os Titãs afirmaram:
| “ | Até onde os Titãs sabem, essa foi realmente a primeira ópera-rock feita por uma banda de rock, mas eles nunca afirmaram. Sempre disseram, nas entrevistas inclusive, que tem a do Arrigo Barnabé [O Homem dos Crocodilos, de 2015]. Se a produção desse senhor [Eleftheriou] se intitulava assim [ópera-rock], nós nunca tivemos conhecimento, porque não foi algo divulgado. | ” |

Outros discos lançados antes de Doze Flores Amarelas por artistas brasileiros também são considerados óperas-rock, como O Filho de José e Maria (1977), de Odair José; Bigorna (2002), de Cartoon; e The Man Who Died Everyday (2013), de Dusty Old Fingers.

### Espetáculo
Doze Flores Amarelas está sendo apresentado ao vivo num formato de espetáculo que mistura elementos de teatro, música e cinema e é dirigido por Hugo e Otávio Juliano. Rita Lee, mãe de Beto, narra a história, ligando as faixas. Segundo Branco, Hugo trouxe a visão do teatro, e Otávio, a do cinema.
Sobre a participação de Rita Lee, Tony afirmou:
| “ | Pensa bem: é a primeira ópera-rock brasileira, a rainha do rock brasileiro é a Rita Lee, o tema principal é a questão das mulheres, e ela já era feminista antes do movimento virar moda. Desde cedo a Rita se impôs no mundo machista do rock and roll com muita personalidade, então foi uma convergência de fatores. | ” |

A apresentação conta com a participação das atrizes Corina Sabbas, Cyntia Mendes, Yas Werneck e outros dois atores. Cyntia já era envolvida com o rock e Corina com musicais, enquanto que Yas fez sua carreira no hip hop. As três foram selecionadas após testes e todas afirmam já terem sofrido situações de assédio no ambiente de trabalho ou mesmo dos próprios namorados. Segundo a banda, com a chegada delas no projeto, algumas mudanças nas letras ocorreram conforme elas davam suas opiniões sobre o trabalho. Eles enalteceram também a participação de outras mulheres no projeto, como a produtora Ângela Figueiredo, a coreógrafa Olivia Branco e a codiretora Luciana Ferraz.
O cenário dos shows tem telas para a projeção de ambientes variados e simulações de postagens em redes sociais e foi montado por Olivia. O show fez sua pré-estreia no Centro Cultural Teatro Guaíra, durante o Festival de Teatro de Curitiba, e depois seguiu para outras cidades do Brasil, começando por São Paulo, no dia 12 de abril. Devido à complexidade do projeto, a turnê passará apenas por cidades que tenham locais com infraestrutura suficiente para a realização dos shows.
Em julho de 2018, foi anunciado que o espetáculo seria lançado em DVD em agosto, com as faixas sendo disponibilizadas também nas plataformas digitais. A versão do DVD foi gravada ao longo de uma temporada no Teatro Opus, no Shopping Villa Lobos, em São Paulo, e traz alguns detalhes diferentes no cenário e nas projeções. Devido a um imprevisto, a banda teve de gravar o show duas vezes, uma com e outra sem o público. A turnê deve continuar ao longo do ano de 2019.
Em meio à turnê e já após a gravação do DVD, Branco foi diagnosticado com um tumor na laringe, o que o tirou dos palcos por três meses, período durante o qual foi substituído pelo ex-baixista de apoio da banda, Lee Marcucci.

## Música e letras

### Enredo
Doze Flores Amarelas conta a história de três calouras (Maria A, Maria B e Maria C, concebidas como alter egos dos três Titãs) que usam um aplicativo de celular fictício (Facilitador) para descobrir alguma festa para ir. A ferramenta lhes recomenda uma festa universitária, para a qual elas vão fantasiadas de bruxas. Durante o evento, acabam violentadas por cinco colegas, e o crime gera consequências para todos os envolvidos. Cada uma das três Marias lida com o acontecimento de maneira diferente: Maria A (Maria Alice) descobre estar grávida de um dos abusadores e encara o dilema entre realizar um aborto e ter a criança. Enquanto isso, busca refúgio em seu pai, pastor de uma igreja. Maria B alimenta desejos de vingança e Maria C, além de se apaixonar por um dos criminosos, não tem certeza a princípio se o que ocorreu foi um estupro ou não. As três acabam se unindo no final para uma vingança por meio de um feitiço mortal sugerido pelo próprio aplicativo e envolvendo doze flores amarelas.

### Temática e elaboração
O álbum aborda temas como violência, assédio, relacionamento entre pais e filhos, vingança, ódio, paixão, uso de drogas, vício em tecnologia e o impacto da mesma na vida das pessoas. O estilo das canções vai do punk rock ao acústico, passando por faixas orquestradas, pop, grunge, jazz e stoner rock.
Quando a banda decidiu fazer uma ópera rock, ela quis contar uma história envolvendo um grupo de faculdade, e encontraram na violência sexual um gatilho para tratar de várias questões.
Branco diz que as experiências em família influenciaram o trabalho:
| “ | O que mudou hoje na juventude é a parte da tecnologia, que mudou totalmente, as drogas até são diferentes, então é bom estar contato [sic] com essa realidade dos nossos filhos e até com nossos netos. Mas tem muita coisa igual a antigamente, como a relação pai e filho, as conversas necessárias. Tem o pai mais liberal, o mais repressor. Isso tudo tentamos imprimir no argumento do espetáculo | ” |

### Lugar de fala
Sobre o fato de uma banda masculina abordar temáticas femininas, o vocalista, tecladista e baixista Sérgio Britto afirmou:
| “ | Não foi [uma escolha] premeditada, este é um tema que nos toca, que nos diz respeito também como homens. (...) É um assunto que está aparecendo, mas que infelizmente faz parte da sociedade machismo [sic] no Brasil, América Latina nem se fala, e no mundo inteiro, até nos melhores lugares tem histórias terríveis. Essa ideia de achar que a mulher é um objeto e você pode dispor dela eu acho execrável. É bom os homens terem consciência de que isso é uma aberração e as mulheres de que elas podem se levantar e reivindicar. | ” |

Tony também se manifestou sobre o assunto, afirmando:
| “ | Sabíamos que (o projeto) geraria discussão. Nem sempre é possível agradar a todos. Mas, se não pudéssemos contar essa história com personagens femininas, o trabalho seria extremamente limitado. Nesse caso, qualquer outra história que não fosse sobre roqueiros de meia-idade também poderia ser considerado ilegítimo. Tomamos todos os cuidados possíveis e resolvemos tentar convencer as pessoas de que isso não é um problema. | ” |

Hugo, por sua vez, disse: "Acho importante que nós, homens, possamos nos colocar ao lado das mulheres, que estão absolutamente certas em reivindicar os direitos delas. O artista, o poeta, é um 'fingidor', então ele tem que 'fingir essa dor' e partilhar com parte da sociedade."
Já Branco lembra que o disco anterior do grupo, Nheengatu (2014), já tratava de temas delicados como pedofilia, racismo e a própria violência contra a mulher.

### Título
O álbum originalmente iria se chamar Três Marias, mas a banda considerava o nome um tanto clichê. Optaram então por adotar o nome de uma das faixas, cujo título se refere a um feitiço que as protagonistas preparam durante o enredo. Segundo Tony, "é um nome original, que remete um pouco às mulheres e à magia, e também é poético, porque você não sabe exatamente do que ele está falando, mas sabe que tem algo interessante ali".

## Faixas
| Ato I          |                  |                                                                              |                                   |         |  |
| N.º            | Título           | Compositor(es)                                                               | Vocais principais                 | Duração |  |
| 1.             | "Abertura"       | Sérgio Britto, Tony Bellotto, Branco Mello, Jaques Morelenbaum, Hugo Possolo | Instrumental, locução de Rita Lee | 1:07    |  |
| 2.             | "Nada nos Basta" | Sérgio                                                                       | Sérgio                            | 3:24    |  |
| 3.             | "O Facilitador"  | Sérgio, Branco                                                               | Branco                            | 2:01    |  |
| 4.             | "Weird Sisters"  | Sérgio                                                                       | Sérgio                            | 2:43    |  |
| 5.             | "Disney Drugs"   | Sérgio                                                                       | Sérgio                            | 2:52    |  |
| 6.             | "A Festa"        | Sérgio, Branco                                                               | Branco                            | 3:20    |  |
| 7.             | "Fim de Festa"   | Tony, Branco, Sérgio                                                         | Branco                            | 3:24    |  |
| 8.             | "Me Estuprem"    | Sergio, Tony                                                                 | Sérgio                            | 2:53    |  |
| Duração total: | Duração total:   | Duração total:                                                               | Duração total:                    | 21:44   |  |

| Ato II         |                             |                                          |                                   |         |  |
| N.º            | Título                      | Compositor(es)                           | Vocais principais                 | Duração |  |
| 1.             | "Interlúdio 1"              | Sérgio, Tony, Hugo                       | Instrumental, locução de Rita Lee | 1:07    |  |
| 2.             | "O Bom Pastor"              | Tony, Sérgio, Branco                     | Branco, Sérgio                    | 2:23    |  |
| 3.             | "Eu Sou Maria"              | Sérgio, Tony                             | Sérgio, Branco                    | 5:03    |  |
| 4.             | "Hoje"                      | Sérgio, Beto Lee                         | Sérgio                            | 2:00    |  |
| 5.             | "Nossa Bela Vida"           | Sérgio                                   | Sérgio                            | 1:39    |  |
| 6.             | "Canção da Vingança"        | Tony                                     | Tony                              | 2:10    |  |
| 7.             | "Personal Hater"            | Sérgio, Branco                           | Branco                            | 1:29    |  |
| 8.             | "Interlúdio 2"              | Sérgio, Branco, Tony, Beto, Jaques, Hugo | Instrumental, locução de Rita Lee | 0:36    |  |
| 9.             | "De Janeiro Até Dezembro"   | Tony                                     | Branco                            | 1:28    |  |
| 10.            | "Mesmo Assim"               | Sérgio                                   | Sérgio                            | 3:26    |  |
| 11.            | "Não Sei"                   | Tony, Sérgio                             | Sérgio                            | 1:51    |  |
| 12.            | "Essa Gente Tem Que Morrer" | Sérgio, Mário Fabre                      | Sérgio, Branco                    | 2:56    |  |
| Duração total: | Duração total:              | Duração total:                           | Duração total:                    | 26:08   |  |

| Ato III        |                        |                             |                                                   |         |  |
| N.º            | Título                 | Compositor(es)              | Vocais principais                                 | Duração |  |
| 1.             | "Interlúdio 3"         | Sérgio, Jaques, Hugo        | Instrumental, locução de Rita Lee                 | 1:07    |  |
| 2.             | "Me Chamem de Veneno"  | Branco, Sérgio, Tony, Beto  | Branco                                            | 3:30    |  |
| 3.             | "Doze Flores Amarelas" | Sérgio, Branco, Tony, Beto  | Sérgio, Branco                                    | 4:10    |  |
| 4.             | "Ele Morreu"           | Tony, Sérgio                | Sérgio, Corina Sabbas, Cyntia Mendes, Yás Werneck | 2:15    |  |
| 5.             | "Pacto de sangue"      | Sérgio                      | Corina, Cyntia, Yás                               | 1:51    |  |
| 6.             | "O Jardineiro"         | Branco, Sérgio, Tony        | Branco                                            | 2:25    |  |
| 7.             | "Réquiem"              | Sérgio, Tony, Branco, Mario | Branco                                            | 3:01    |  |
| 8.             | "É Você"               | Sérgio                      | Sérgio                                            | 3:23    |  |
| 9.             | "Sei que Seremos"      | Sérgio, Tony, Branco        | Sérgio, Corina, Cyntia, Yás                       | 2:06    |  |
| Duração total: | Duração total:         | Duração total:              | Duração total:                                    | 23:48   |  |

## Recepção da crítica

### Recepção do espetáculo
| Críticas profissionais | Críticas profissionais |
| Avaliações da crítica  | Avaliações da crítica  |
| Fonte                  | Avaliação              |
| ---------------------- | ---------------------- |
| Teatro em Cena         | Mista                  |
| Gazeta do Povo         | levemente favorável    |

No site Teatro em Cena, o jornalista Leonardo Torres criticou o fio narrativo da trama, chamando-o de "frágil e superficial" por perder o foco e desviar "para outros temas sem conseguir dar conta de todos". Ele acredita que a obra melhoraria se dispensasse por volta de dez canções e considerou as narrações "dispensáveis e redundantes". Ele criticou também especificamente a transição entre as faixas, realizada de maneira incompatível com um espetáculo de teatro e considerou as canções pouco "contagiantes ou memoráveis".
Outro aspecto criticado pelo jornalista foi o papel das três atrizes. Segundo ele, elas aparecem quase sempre atrás dos músicos, mal iluminadas e com direito a poucas falas, enquanto que a banda assume o protagonismo de uma pauta feminina em uma história criada por uma equipe 100% masculina, inclusive cantando letras cujos eu-líricos são femininos.
Sandro Moser, da Gazeta do Povo, parabenizou a banda e os demais envolvidos pela ousadia do projeto, mas também criticou a transição entre as faixas e a ausência de um momento grande. Ele sentiu falta também de Paulo Miklos, que tem experiência como ator.

## Créditos

### Titãs
- Branco Mello - vocal, vocais de apoio e baixo
- Sérgio Britto - vocal, vocais de apoio, teclados, piano em "Fim da Festa", violão em "Nada nos Basta" e "Me Estuprem", baixo
- Tony Bellotto - guitarra, vocal em "Canção da Vingança"[40]

### Membros de apoio
- Beto Lee - guitarra
- Mario Fabre - bateria
- Yas Werneck, Cyntia Mendes e Corina Sabbas - vocais, vocais de apoio (respectivamente como Maria A, Maria B e Maria C[37])

### Participações especiais
- Jaques Morelenbaum - arranjos de cordas[4][13][39]
- Rita Lee - narrações em "Abertura", "Interlúdio 1", "Interlúdio 2" e "Interlúdio 3"